# Papaflo & Co
Papaflo & Co war eine Musikgruppe.
Sie bestand im Zeitraum von 1975 bis 1985. Die musikalische Ausrichtung der Band lag vor allem im Wiederbeleben und Verbreitung alttschechischer (westböhmischer) Volkslieder. Hinzu kamen altdeutsche, südwestfranzösische (occitanische) sowie eigene Kompositionen.

## Papaflo & Lucijana
1975 kamen auf Betreiben von Jana Cisar und Florian Kienzerle noch zwei weitere Mitglieder zu diesem Duo: Ludwig Cisar sen. und Luggi Cisar jun. Die ursprünglich so entstandene Band trug den Namen Papaflo & Lucijana.
Die Mitglieder spielten folgende Instrumente:
- Vater Ludwig Cisar – Geige, Mandoline, Gesang
- Florian Kienzerle – Gitarre, Diatonisches Akkordeon, Hackbrett, Gesang
- Ludvik Cisar junior – Banjo, Dudelsack, Mandoline, Gitarre, Gesang
- Jana Cisar – Flöte, Gitarre, akustische Bassgitarre, Gesang

Die Band spielte anfangs vor allem im süddeutschen Raum sowie der Schweiz. Es bestand eine länger dauernde Zusammenarbeit mit dem Südwestrundfunk in Tübingen.

## Papaflo & Co
1980 kam als fünftes Mitglied Clara Novak als professionelle Querflötistin und Sängerin dazu. In Folge wurde dann die Gruppe in Papaflo & Co umbenannt.
Mit zunehmendem Bekanntheitsgrad folgten Einladungen und Auftritte bei vielen Folkfestivals in der gesamten BRD, Schweiz, Belgien und Österreich.
1981 wurde bei Autogram eine LP mit dem Titel Lieder und Tänze aus Böhmen veröffentlicht.
1985 die zweite LP „Auf dem Weg nach Budweis“ bei AUTOGRAM Records in Nottuln produziert.
Ferner wirkte Papaflo & Co auf mehreren Sampler-Platten mit.
1985 hat sich die Gruppe nach einem Abschiedskonzert im Ulmer Westentaschentheater aufgelöst.
1987 verstarb nur 68-jährig Vater Ludwig Cisar. Die anderen Mitglieder leben heute im Ulmer Raum. Clara Novak wirkt und lebt als Musikerin nach langem Paris-Aufenthalt nun in Barcelona. Florian Kienzerle leitet eine psychologische Beratungsstelle, Jana Cisar ist Psychotherapeutin, Ludvik Cisar arbeitet als Allgemeinarzt.
Als musikalische Nachfolge besteht heute eine Verbindung Ludvik Cisar, Florian Kienzerle und Irmgard Bühler, die unter dem Namen Flo(h)band spielt.